# Hemorragia en astilla
En medicina, se llama hemorragia en astilla a un tipo especial de hemorragia que puede aparecer debajo de las uñas de manos o pies. Adoptan el aspecto de pequeñas líneas longitudinales de color rojo oscuro, esta disposición se debe a la orientación normal de los capilares ubicados en el lecho ungueal.  En ocasiones están provocadas por pequeños traumatismos, pero cuando aparecen de forma simultánea en todas o la mayor parte de las uñas, sobre todo en las manos, pueden indicar la existencia de alguna enfermedad general, por ejemplo endocarditis bacteriana, enfermedades cardiacas congénitas, escorbuto, amiloidosis, nefropatía por IgA, colagenosis, vasculitis o síndrome de anticuerpos antifosfolípido.
Las hemorragias en astilla deben diferenciarse de otros tipos de hemorragias localizadas bajo las uñas, por ejemplo el hematoma subungueal.  En oftalmología se llama hemorragia en astilla a un tipo de hemorragia lineal que es visible en la retina cuando se explora el fondo de ojo y puede corresponder a la existencia de una retinopatía hipertensiva, se debe a una hemorragia en la capa de las fibras nerviosas de la retina.